# Nová Role

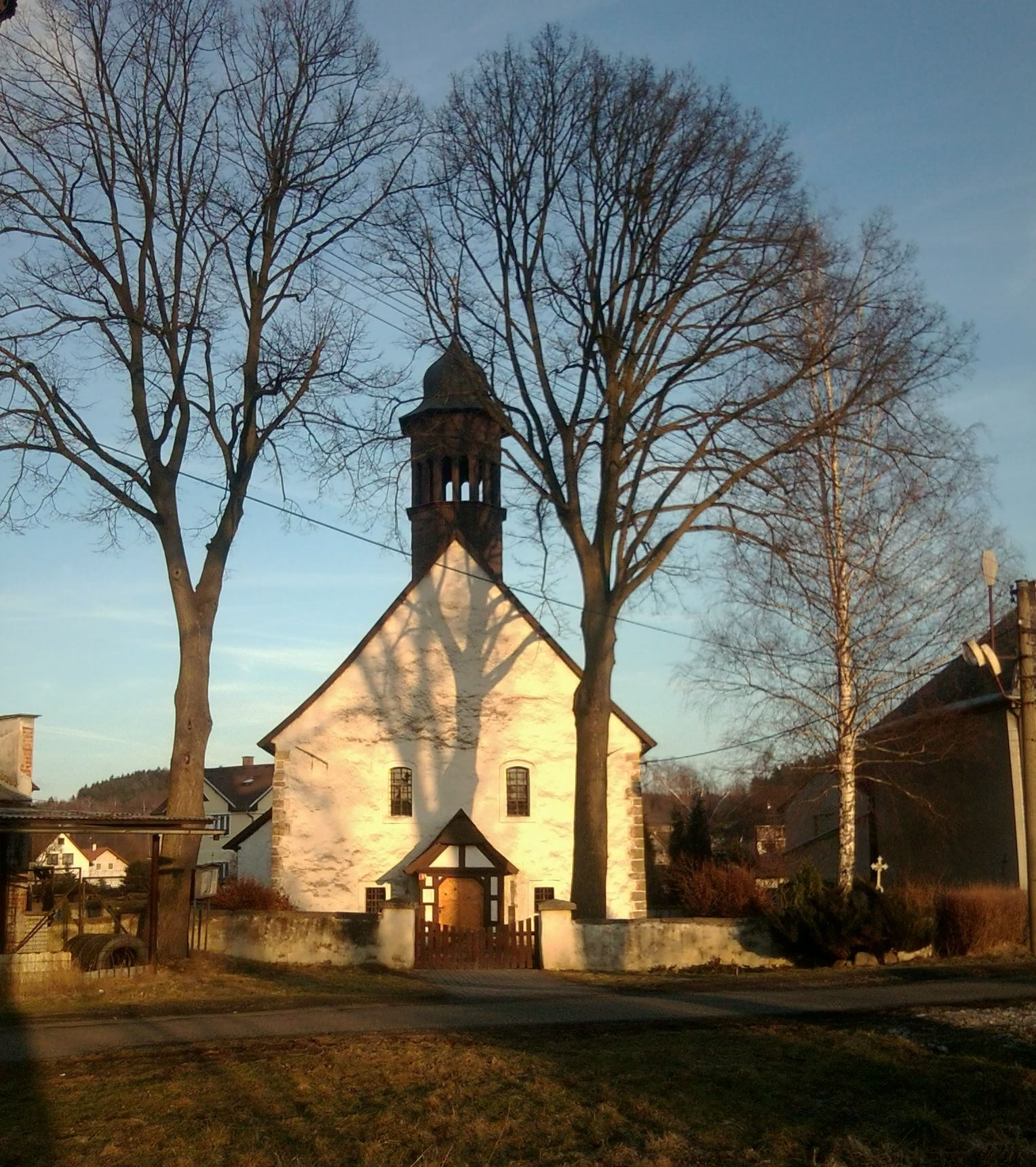
Kirche St. Michael in Nová Role

Nová Role (deutsch Neurohlau, früher Neu Rohlau) ist eine Stadt im Okres Karlovy Vary in Tschechien.

## Geographie
Nová Role liegt acht Kilometer nordwestlich von Karlovy Vary am Fluss Rolava. Die Ortslage befindet sich im Egergraben am rechten Ufer der Rolava. Westlich der Stadt beginnt das Braunkohlenrevier von Sokolov. Durch Nová Role führen die Staatsstraße 209 von Chodov nach Mezirolí sowie die Bahnstrecke Karlsbad–Johanngeorgenstadt mit der hier abzweigenden Lokalbahn nach Chodov.
Nachbarorte sind Smolné Pece und Fojtov im Norden, Děpoltovice im Nordosten, Mezirolí im Osten, Stará Role im Südosten, Jimlíkov und Božičany im Süden sowie Hamry im Nordwesten.

### Ortsgliederung
Die Stadt Nová Role besteht aus den Ortsteilen Jimlíkov (Imlikau), Mezirolí (Sittmesgrün) und Nová Role (Neurohlau)., die zugleich auch Katastralbezirke bilden. Zu Nová Role gehört außerdem die Siedlung Hamr (Hammerhäuser).

## Geschichte
Der Ort wurde im Jahre 1293 als Nowa Raluna erstmals urkundlich erwähnt. Angeblich soll sich bereits im 12. Jahrhundert hier ein zur Burg Loket gehöriger Jagdpavillon befunden haben. Laut dem Fachlehrer Josef Pilz besaßen das Lehen Neurohlau zeitweise die Plick von Plickenstein. Nach einer Erbteilung Konrad Plick († 30. Oktober 1335 als Laienmönch in Kloster Dießen am Ammersee) erhielt von seinen Söhnen Peter Plick Neudek und Albert Neurohlau. In Urkunden wird letzterer als "Albertus dictus Tosso de Novaraluna" erwähnt. Zwischen 1359 und 1411 gehörte der Ort zur Burg Elbogen und kam dann bis 1553 zur Herrschaft Falkenau. 1554 wurden die Schlicken neue Besitzer und Nová Role kam zur Herrschaft Schlackenwerth. 1622 erwarben die Herren von Nostitz den Ort und hielten ihn bis zur Ablösung der Patrimonialherrschaften im Jahre 1848. 1847 hatte Neu Rohlau 280 Einwohner und bestand aus 50 Häusern.
Nach der Entdeckung größerer Kaolinlager errichtete der Grundbesitzer Karl Hassmann eine Kaolinmühle und -schlämmerei. 1881 entstand die Lokalbahn von Chodau nach Neudek. Mit der Einweihung der Bahnstrecke Karlsbad–Johanngeorgenstadt erhielt der Ort 1899 einen Eisenbahnanschluss. Nach dem Münchner Abkommen wurde der Ort dem Deutschen Reich zugeschlagen und gehörte bis 1945 zum Landkreis Elbogen.
Während des Zweiten Weltkrieges entstand am 7. Dezember 1942 in Neu Rohlau ein Konzentrationslager. Dieses war bis August 1943 ein Außenlager des KZ Ravensbrück und danach des KZ Flossenbürg; die Häftlinge mussten in dem von der SS beschlagnahmten Unternehmen Bohemia-Keramische Werkstätten AG arbeiten. Das Lager wurde ab dem 19. April 1945 in mehreren Transporten evakuiert. Nach Kriegsende wurden die deutschen Bewohner vertrieben und das frühere KZ als Internierungslager für Deutsche genutzt.
Bei der Gebietsreform von 1960 wurde Mezirolí eingemeindet. Seit 1964 ist Nová Role eine Stadt. 1976 kamen Děpoltovice und Nivy zur Stadt hinzu. 1980 erfolgte eine Flurgrenzenänderung mit Božičany, bei der der Teich Novorolský rybník zum Stadtgebiet von Nová Role zugeschlagen wurde. Ein Jahr später wurden Božičany und Jimlíkov eingemeindet.

## Entwicklung der Einwohnerzahl
| Jahr | Einwohnerzahl |
| ---- | ------------- |
| 1869 | 377           |
| 1880 | 516           |
| 1890 | 567           |
| 1900 | 788           |
| 1910 | 888           |

| Jahr   | Einwohnerzahl |
| ------ | ------------- |
| 1921   | 791           |
| 1930   | 1125          |
| 1950   | 739           |
| 1961 1 | 2405          |
| 1970 1 | 4471          |

| Jahr   | Einwohnerzahl |
| ------ | ------------- |
| 1980 1 | 4384          |
| 1991 2 | 3888          |
| 2001 2 | 4048          |
| 2011 2 | 3920          |

## Politik

### Wappen
Das Hauptsymbol auf dem Wappen der Stadt Nová Role ist Porzellankanne, die für die Porzellanproduktion steht.

### Partnerschaften
- Rittersgrün, Deutschland
- Kaolinstädtepartnerschaft: Nová Role ist Mitglied der Kaolinstädtepartnerschaft. Neben Nová Role gehören zu der Städtepartnerschaft die bayerischen Orte Tirschenreuth, Hirschau und Schnaittenbach, aus Sachsen die Gemeinden Königswartha, Sornzig-Ablaß und die Stadt Mügeln sowie Nowogrodziec in Polen.[10]

## Kultur und Sehenswürdigkeiten
- Kirche des Erzengels Michael, romanisch-gotischer Bau mit erhaltenen Teilen einer zwischen 1240 und 1255 errichteten Kapelle

## Wirtschaft und Infrastruktur

### Unternehmen
Das Porzellanwerk in Nová Role wurde 1921 als Keramische Werke AG gegründet. Nach dem Zweiten Weltkrieg ging das Werk in der Karlovarský porcelán-Gruppe auf. Heute ist Nová Role der Stammsitz der jetzt Thun 1794 genannten  Gruppe und größter Arbeitgeber der Stadt.

## Persönlichkeiten
- Josef Zinner, sozialdemokratischer Politiker